# ریک کارسدورپ
ریک کارسدورپ (هلندی: Rick Karsdorp؛ زادهٔ ۱۱ فوریهٔ ۱۹۹۵) بازیکن فوتبال اهل هلند است که برای باشگاه  رم بازی می‌کند.

## آمار ملی

### بازی‌های ملی
تا تاریخ ۲۵ مارس ۲۰۱۷
| هلند  | هلند | هلند |
| سال   | بازی | گل   |
| ----- | ---- | ---- |
| ۲۰۱۶  | ۲    | ۰    |
| ۲۰۱۷  | ۱    | ۰    |
| مجموع | ۳    | ۰    |